# Ной-Айхенберг
Ной-Айхенберг (нім. Neu-Eichenberg) — сільська громада в Німеччині, знаходиться в землі Гессен. Підпорядковується адміністративному округу Кассель. Входить до складу району Верра-Майснер.
Площа — 27,53 км2. Населення становить 1832 ос. (станом на 31 грудня 2020).